# Saque do Funchal

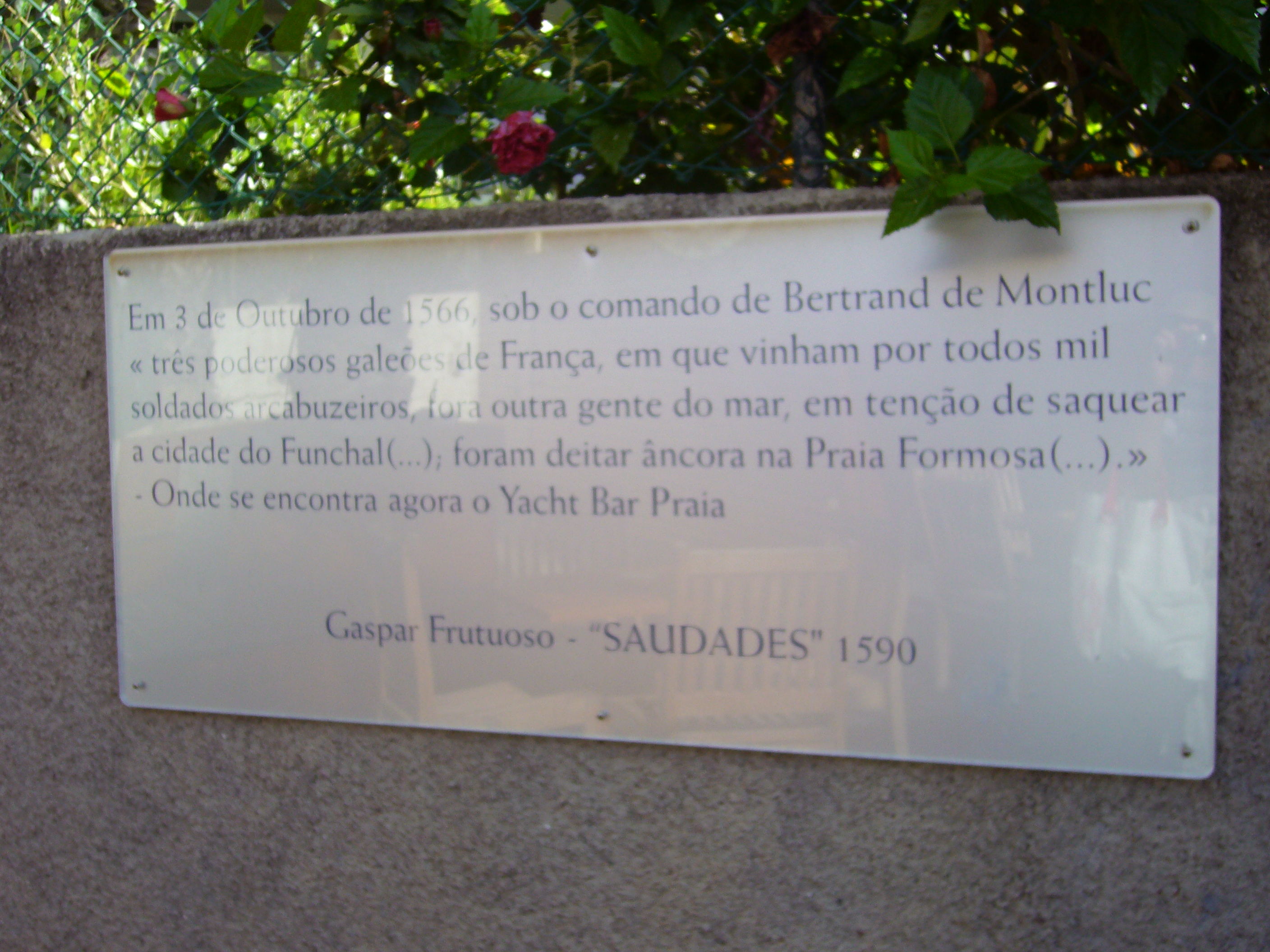
Placa erigida no Funchal assinalado o local de desembarque, em 1566, de Pierre-Bertrand de Montluc (mais conhecido por Peyrot Monluc).

O chamado saque do Funchal, na ilha da Madeira, teve lugar a 3 de outubro de 1566. Na ocasião, uma expedição de corsários franceses, sob o comando do capitão Pierre Bertrand de Montluc, logrou ocupar e saquear a cidade do Funchal. O evento insere-se no esforço francês no sentido de enfraquecer a presença portuguesa no oceano Atlântico e vingar o fracasso da tentativa francesa, liderada por Nicolas Durand de Villegagnon, de estabelecer uma colónia na costa do Brasil (a França Antártica).

## História
A expedição, transportada em três grandes galeões, desembarcou na praia Formosa, então nos arredores do Funchal, uma força de oitocentos a novecentos arcabuzeiros. Como a cidade não estivesse adequadamente defendida devido à falta de armas e soldados, a ocupação foi relativamente fácil, tanto mais que um dos pilotos era português - Gaspar Caldeira, o "pirata Caldeira" - e conhecia bem o terreno, vindo a ser mais tarde a ser executado por crime de traição em Lisboa.
Apesar da fraca defesa, Monluc foi ferido em combate, vindo a falecer ao fim de três dias. Após dezasseis dias de permanência, os corsários abandonaram o Funchal tendo se registado vários atos de vandalismo, nomeadamente a morte de mais de duzentos moradores, as moradias e templos destruídos e pilhadas, os engenhos e plantações de açúcar destruídos, e diversos incêndios ateados.
Os reforços vindos de Lisboa só chegaram ao fim de dezoito dias, quando os corsários já haviam partido. Os oito navios da frota francesa mais dois que foram apresados no porto do Funchal partiram carregados de móveis, tecidos, jóias e trezentos escravos rumo às Canárias, onde se desfizeram do butim. O verdadeiro objectivo desta expedição nunca chegou a ser claramente esclarecido.